# ديفيد ماثيوز
ديفيد ماثيوز (بالإنجليزية: David Matthews)‏ هو سياسي بريطاني (وحمل سابقاً جنسية المملكة المتحدة لبريطانيا العظمى وأيرلندا)، ولد في 1868، وتوفي في 26 فبراير 1960. حزبياً، نشط في الحزب الليبرالي. في الانتخابات الفرعية في مجلس العموم البريطاني ‏، انتخب عضو برلمان المملكة المتحدة الـ31 عن دائرة سوانسي الشرقية (10 يوليو 1919 – 26 أكتوبر 1922).